# Makuhari Messe
Makuhari Messe (幕張メッセ} er et japansk konferencecenter ved Tokyo. Makuhari er navnet på området, hvor centeret ligger. Ozzfest, en heavy metal-festival vil finde sted i centeret den 11.-12. maj 2013, hvilket er første gang festivalen kommer til Japan.